# Allan Hansen (sinh 1949)
Allan Hansen (sinh ngày 27 tháng 2 năm 1949 tại Bogense, Đan Mạch) là một nhà lãnh đạo thể thao Đan Mạch. Từ năm 2002 đến 2014, ông giữ cương vị là Chủ tịch Hiệp hội Bóng đá Đan Mạch (DBU).
Trước đó, ông từng là một người thợ lành nghề, một cảnh sát. Năm 1997, ông là chủ tịch của Liên đoàn Bóng đá Funen, đồng thời là thành viên của Hiệp hội Bóng đá Đan Mạch. Tháng 2 năm 2002, ông là một trong hai ứng cử viên cho chức chủ tịch DBU, khi chủ tịch lúc bấy giờ là Poul Hyldgaard nghỉ hưu sau 11 năm tại vị. Ông giành chiến thắng với việc đối thủ của ông có tới 92 phiếu chống, tiếp sau đó là phó chủ tịch Henning R. Jensens với 46 phiếu.
Ngày 11 tháng 3 năm 2014, Jesper Møller trở thành tân chủ tịch của DBU, sau khi Allan Hansen tuyên bố vào tháng 6 năm 2013 rằng không muốn tái tranh cử.